# Drosophila loiciana
Drosophila loiciana är en tvåvingeart som beskrevs av Léonidas Tsacas och Chassagnard 2000. Drosophila loiciana ingår i släktet Drosophila och familjen daggflugor.
Artens utbredningsområde är Kongo, Kamerun, Nigeria, Elfenbenskusten och Gabon.